# Paradoks Banacha-Tarskiego

Paradoks Banacha-Tarskiego: Kula może być pocięta na skończenie wiele kawałków, z których można złożyć dwie kule identyczne z kulą wyjściową

Paradoks Banacha-Tarskiego (paradoks Hausdorffa-Banacha-Tarskiego, paradoksalny rozkład kuli) – paradoksalne twierdzenie teorii miary sformułowane i udowodnione przez Stefana Banacha i Alfreda Tarskiego w 1924 roku.
Twierdzenie głosi, że trójwymiarową kulę można „rozciąć” na skończoną liczbę części (wystarczy ich pięć), a następnie używając wyłącznie przesunięć i obrotów można złożyć z tych części dwie kule o takich samych promieniach jak promień kuli wyjściowej.
Paradoksalne jest to, że z jednej strony w wyniku operacji rozcinania, przesunięcia, obracania i składania następuje podwojenie objętości kuli, z drugiej użyte operacje przesunięcia i obrotu są izometriami i zachowują objętość brył.
Źródło paradoksu tkwi w tym, że części, na które dzielona jest kula, są zbiorami niemierzalnymi (w sensie Lebesgue’a), tj. nie mają objętości i nie stosuje się do nich addytywność miary, zgodnie z którą suma miar rozłącznych zbiorów mierzalnych jest miarą sumy mnogościowej tych zbiorów.
Twierdzenie Banacha-Tarskiego i pokrewne wyniki uświadamiają ograniczenia możliwych rozszerzeń miary Lebesgue’a, które miałyby pozostać niezmiennicze względem pewnych przekształceń przestrzeni euklidesowych.
Paradoks Banacha-Tarskiego ma swoją popularną wersję: ziarnko grochu może być podzielone na skończenie wiele części, z których (przez izometrie) można złożyć kulę wielkości Słońca.
W jednej z książek dotyczących paradoksu Banacha-Tarskiego zamieszczone jest motto wskazujące jeden ze sposobów rozwiązania problemu delijskiego:
Delijczycy: W jaki sposób możemy uwolnić się od zarazy?
Wyrocznia delficka: Powiększcie dwukrotnie objętość ołtarza Apolla zachowując jego kształt sześcianu!
Banach i Tarski: Czy możemy użyć aksjomatu wyboru?

## Rys historyczny
- 1905: Giuseppe Vitali podaje przykład zbioru niemierzalnego na okręgu jednostkowym, który to zbiór jest podstawą rozkładu σ-paradoksalnego okręgu[2]. (Zobacz sekcja poniżej.)
- 1914: polscy matematycy Stefan Mazurkiewicz i Wacław Sierpiński publikują przykład paradoksalnego podzbioru płaszczyzny {\displaystyle \mathbb {R} ^{2}}[3].
- 1915: Felix Hausdorff publikuje twierdzenie, że po usunięciu przeliczalnie wielu punktów ze sfery jednostkowej można otrzymać zbiór, który jest paradoksalny ze względu na grupę obrotów {\displaystyle SO_{3}}[4].
- 1924: praca Banacha i Tarskiego przedstawiająca dowód ich twierdzenia ukazuje się w druku[5].
- 1991: wrocławski matematyk Janusz Pawlikowski wykazuje, że zakładając aksjomaty Zermela-Fraenkla i twierdzenie Hahna-Banacha można udowodnić paradoks Banacha-Tarskiego[6].
- 1994: Randall Dougherty i Matthew Foreman dowodzą, że jest możliwy paradoksalny rozkład kuli na kawałki, które mają własność Baire’a[7], a więc porządnych z topologicznego punktu widzenia.

## Wstępne przykłady
- W zasadzie już Galileusz[8] zauważył, że zbiór liczb naturalnych {\displaystyle \mathbb {N} =\{0,1,2,3,4,5,\dots \}} może być podzielony na dwie części, z których każda może być odwzorowana w sposób wzajemnie jednoznaczny na cały zbiór {\displaystyle \mathbb {N} .} Rozważmy na przykład zbiór liczb parzystych {\displaystyle P=\{0,2,4,6,\dots \}} i jego dopełnienie, czyli zbiór liczb nieparzystych {\displaystyle N=\{1,3,5,\dots \}.} Funkcja {\displaystyle f_{P}\colon P\to \mathbb {N} \colon k\mapsto k/2} jest bijekcją z {\displaystyle P} na {\displaystyle \mathbb {N} } oraz funkcja {\displaystyle f_{N}\colon N\to \mathbb {N} \colon k\mapsto (k-1)/2} jest bijekcją z {\displaystyle N} na {\displaystyle \mathbb {N} .}

- Każde dwa nietrywialne odcinki na prostej rzeczywistej są równoliczne (w ZF) i funkcja ustalająca równoliczność jest bardzo porządna (np. w przypadku dwóch przedziałów otwartych może to być funkcja liniowa). Zatem każdy nietrywialny odcinek może być podzielony na dwie rozłączne części (odcinki) i każda z tych części może być odwzorowana w sposób wzajemnie jednoznaczny na odcinek wyjściowy. Podobna obserwacja ma miejsce w odniesieniu do prostokątów, prostopadłościanów i wielu innych figur geometrycznych.

- Rozważmy zbiór Vitalego na okręgu jednostkowym. Najwygodniej jest ten zbiór opisać, jeśli zinterpretujemy punkty płaszczyzny jako liczby zespolone. Nasz okrąg to zbiór {\displaystyle O=\{e^{2\pi ri}:r\in \mathbb {R} \}=\{e^{2\pi ri}:r\in [0,1)\}.} Określmy na tym zbiorze relację równoważności {\displaystyle \cong } przez warunek

{\displaystyle e^{2\pi ri}\cong e^{2\pi si}} wtedy i tylko wtedy gdy {\displaystyle r-s} jest liczbą wymierną.
Zakładając aksjomat wyboru, możemy znaleźć zbiór {\displaystyle M\subseteq O,} który jest selektorem klas abstrakcji relacji {\displaystyle \cong .} Zatem zbiór {\displaystyle M} spełnia następujące dwa warunki:
(a) {\displaystyle (\forall s,t\in M)(s\neq t\ \Rightarrow \ s\not \cong t)} oraz
(b) {\displaystyle (\forall s\in O)(\exists t\in M)(s\cong t).}
Przedstawmy zbiór liczb wymiernych w przedziale {\displaystyle [0,1)} jako sumę {\displaystyle \mathbb {Q} \cap [0,1)=A\cup B} dwóch zbiorów nieskończonych. Wówczas każdy ze zbiorów {\displaystyle A,} {\displaystyle B} jest równoliczny ze zbiorem {\displaystyle \mathbb {Q} \cap [0,1),} a więc możemy wybrać funkcje wzajemnie jednoznaczne {\displaystyle f_{A}\colon A\to \mathbb {Q} \cap [0,1)} i {\displaystyle f_{B}\colon B\to \mathbb {Q} \cap [0,1).} Rozważmy zbiory
{\displaystyle M_{A}=\{e^{2\pi qi}\cdot t:t\in M\ \wedge \ q\in A\}} i {\displaystyle M_{B}=\{e^{2\pi qi}\cdot t:t\in M\ \wedge \ q\in B\}.}
Wówczas {\displaystyle O=M_{A}\cup M_{B},} {\displaystyle M_{A}\cap M_{B}=\emptyset } oraz funkcje
{\displaystyle \varphi _{A}\colon M_{A}\to O:e^{2\pi qi}\cdot t\mapsto e^{2\pi f_{A}(q)i}\cdot t} i
{\displaystyle \varphi _{B}\colon M_{B}\to O:e^{2\pi qi}\cdot t\mapsto e^{2\pi f_{B}(q)i}\cdot t}
są bijekcjami.
W powyższych przykładach użyte funkcje wzajemnie jednoznaczne, nawet jeśli są bardzo porządne, jednak nie zachowują odległości punktów (czyli nie są izometriami). Zatem przykłady te nie wzbudzają żadnego zdziwienia: odpowiednie zbiory są powiększone/rozdmuchane przez odpowiadające im funkcje. Można jednak zapytać, czy istnieją podobne rozkłady z dodatkową własnością, taką że funkcje ustalające równoliczność kawałków z wyjściowym zbiorem są izometriami (ze względu na metryki naturalne).
- Zbiór Vitalego, dyskutowany wcześniej, pozwala zbudować przykład podziału na przeliczalnie wiele części, tak że z dowolnych nieskończenie wielu kawałków można złożyć okrąg wyjściowy, używając tylko obrotów. Niech zbiór {\displaystyle M} będzie wybrany jak powyżej. Dla {\displaystyle q\in \mathbb {Q} \cap [0,1)} połóżmy {\displaystyle M^{q}=\{e^{2\pi qi}\cdot t:t\in M\}.} Wówczas {\displaystyle \{M^{q}:q\in \mathbb {Q} \cap [0,1)\}} jest przeliczalną rodziną parami rozłącznych podzbiorów okręgu {\displaystyle O.} Przypuśćmy, że {\displaystyle A\subseteq \mathbb {Q} \cap [0,1)} jest zbiorem nieskończonym. Ustalmy bijekcję {\displaystyle f_{A}\colon A\to \mathbb {Q} \cap [0,1)} i zauważmy, że

{\displaystyle O=\bigcup \limits _{q\in A}F_{q}[M^{q}],} gdzie {\displaystyle F_{q}\colon O\to O\colon e^{2\pi ri}\mapsto e^{2\pi (r+f_{A}(q)-q)i}} jest obrotem o kąt {\displaystyle (f_{A}(q)-q)\cdot 2\pi .}
- Mazurkiewicz i Sierpiński podali w 1914 następujący przykład paradoksalnego (ze względu na izometrie) podzbioru płaszczyzny. Jak wcześniej, utożsamiamy płaszczyznę ze zbiorem liczb zespolonych. Niech

{\displaystyle Z=\{a_{0}+a_{1}e^{i}+a_{2}e^{2i}+\ldots +a_{k}e^{ki}:k\in \mathbb {N} \ \wedge \ a_{0},\dots ,a_{k}\in \mathbb {N} \},}
{\displaystyle Z_{0}=\{a_{1}e^{i}+a_{2}e^{2i}+\ldots +a_{k}e^{ki}:k\in \mathbb {N} \setminus \{0\}\wedge \ a_{1},\dots ,a_{k}\in \mathbb {N} \},}
{\displaystyle Z_{+}=\{a_{0}+a_{1}e^{i}+a_{2}e^{2i}+\ldots +a_{k}e^{ki}:k\in \mathbb {N} \ \wedge \ a_{0},\dots ,a_{k}\in \mathbb {N} \ \wedge \ a_{0}>0\}.}
Można łatwo sprawdzić, że {\displaystyle Z=Z_{0}\cup Z_{+},} {\displaystyle Z_{0}\cap Z_{+}=\emptyset } (przypomnijmy, że {\displaystyle e^{i}} jest liczbą przestępną) oraz
{\displaystyle F_{0}[Z_{0}]=Z} gdzie {\displaystyle F_{0}\colon z\mapsto e^{-i}\cdot z} jest obrotem, a
{\displaystyle F_{+}[Z_{+}]=Z} gdzie {\displaystyle F_{+}\colon z\mapsto z-1} jest przesunięciem.

## Rozkłady paradoksalne

### Definicje
Przypuśćmy, że grupa {\displaystyle G} działa na zbiorze {\displaystyle X.}
- Powiemy, że zbiór {\displaystyle A\subseteq X} jest paradoksalny ze względu na działanie grupy G, jeśli można znaleźć parami rozłączne zbiory {\displaystyle B_{0},\dots ,B_{n},C_{0},\dots ,C_{m}\subseteq A} (gdzie {\displaystyle n,m\in \mathbb {N} }) oraz elementy {\displaystyle g_{0},\dots ,g_{n},h_{0},\dots ,h_{m}} grupy {\displaystyle G,} takie że

{\displaystyle A=\bigcup \limits _{i=0}^{n}g_{i}[B_{i}]} oraz {\displaystyle A=\bigcup \limits _{j=0}^{m}h_{j}[C_{j}].}
Intuicyjnie, {\displaystyle A} jest paradoksalny ze względu na działanie grupy {\displaystyle G,} jeśli można podzielić zbiór {\displaystyle A} na skończenie wiele kawałków, z których można złożyć dwie kopie zbioru {\displaystyle A,} używając bijekcji wyznaczonych przez elementy grupy {\displaystyle G.}
- Zbiór {\displaystyle A\subseteq X} jest σ-paradoksalny ze względu na działanie grupy G, jeśli można znaleźć parami rozłączne zbiory {\displaystyle B_{0},B_{1}\dots ,C_{0},C_{1}\ldots \subseteq A} oraz elementy {\displaystyle g_{0},g_{1},\dots ,h_{0},h_{1}\ldots } grupy {\displaystyle G,} takie że

{\displaystyle A=\bigcup \limits _{i=0}^{\infty }g_{i}[B_{i}]} oraz {\displaystyle A=\bigcup \limits _{j=0}^{\infty }h_{j}[C_{j}].}
- Niech {\displaystyle A,B\subseteq X.} Powiemy, że zbiory {\displaystyle A} i {\displaystyle B} są kawałkami {\displaystyle G}-równoważne, jeśli można wybrać {\displaystyle A_{0},A_{1},\dots ,A_{n}\subseteq A,} {\displaystyle B_{0},B_{1},\dots ,B_{n}\subseteq B,} {\displaystyle n\in \mathbb {N} ,} oraz {\displaystyle g_{0},g_{1},\dots ,g_{n}\in G,} tak że

(a) {\displaystyle A_{i}\cap A_{j}=\emptyset =B_{i}\cap B_{j}} dla {\displaystyle i<j\leqslant n,}
(b) {\displaystyle A=\bigcup _{i=0}^{n}A_{i},} {\displaystyle B=\bigcup _{i=0}^{n}B_{i}}
(c) {\displaystyle g_{i}(A_{i})=B_{i}} dla każdego {\displaystyle i\leqslant n.}

### Przykłady

Zbiory i zaznaczone na grafie Cayleya grupy wolnej

Animacja dowodu twierdzenia Banacha-Tarskiego za pomocą grafu Cayleya opartego na fraktalu

- Zakładając aksjomat wyboru, okrąg jednostkowy jest σ-paradoksalny ze względu na grupę obrotów {\displaystyle SO_{2}} okręgu. (Zobacz dyskusję zbioru Vitalego wcześniej.)
- Zbiór {\displaystyle Z} podany przez Mazurkiewicza i Sierpińskiego (dyskutowany wcześniej) jest paradoksalny ze względu na grupę izometrii płaszczyzny.

- Rozważmy grupę wolną {\displaystyle F_{2}} o dwóch generatorach {\displaystyle a} i {\displaystyle b} działającą na sobie przez mnożenie z lewej strony. (Tak więc elementowi {\displaystyle g\in F_{2}} odpowiada bijekcja {\displaystyle F_{2}\ni h\mapsto gh\in F_{2}.}) Dla {\displaystyle x\in \{a,a^{-1},b,b^{-1}\}} niech {\displaystyle S(x)} będzie zbiorem wszystkich elementów grupy {\displaystyle F_{2}} (słów w formie nieskracalnej) które zaczynają się od {\displaystyle x.} Zauważmy, że

{\displaystyle F_{2}=\{e\}\cup S(a)\cup S(a^{-1})\cup S(b)\cup S(b^{-1})} i zbiory występujące w tej sumie są rozłączne, oraz
{\displaystyle F_{2}=aS(a^{-1})\cup S(a)} i {\displaystyle F_{2}=bS(b^{-1})\cup S(b).}
Zatem {\displaystyle F_{2}} jest zbiorem paradoksalnym ze względu na działanie grupy {\displaystyle F_{2}.}

### Twierdzenia
W poniższych stwierdzeniach zakładamy aksjomat wyboru (tzn. są to twierdzenia ZFC).
- Przypuśćmy, że

(a) grupa {\displaystyle G} działa na zbiorze {\displaystyle X} w taki sposób że żadne z odwzorowań {\displaystyle X\ni x\mapsto g(x)\in X} nie ma punktów stałych (dla {\displaystyle g\in G}),
(b) {\displaystyle G} jest zbiorem paradoksalnym ze względu na działanie grupy {\displaystyle G} (przez mnożenie z lewej strony).
Wówczas zbiór {\displaystyle X} jest paradoksalny ze względu na działanie grupy {\displaystyle G.}
- Z powyższego twierdzenia wynika, że jeśli grupa wolna {\displaystyle F_{2}} działa na zbiorze {\displaystyle X} w taki sposób, że żadne z odwzorowań {\displaystyle X\ni x\mapsto g(x)\in X} nie ma punktów stałych (dla {\displaystyle g\in F_{2}}), to zbiór {\displaystyle X} jest paradoksalny ze względu na działanie grupy {\displaystyle F_{2}.}
- Istnieje przeliczalny podzbiór {\displaystyle D} sfery jednostkowej {\displaystyle S_{2}} taki, że zbiór {\displaystyle S_{2}\setminus D} jest paradoksalny ze względu na działanie grupy obrotów {\displaystyle SO_{3}.}
- Jeśli {\displaystyle D\subseteq S_{2}} jest przeliczalny, to zbiory {\displaystyle S_{2}} i {\displaystyle S_{2}\setminus D} kawałkami {\displaystyle SO_{3}}-równoważne.

Bezpośrednio z dwóch powyższych twierdzeń możemy wywnioskować twierdzenie Banacha-Tarskiego:
- Sfera jednostkowa {\displaystyle S_{2}} jest paradoksalna ze względu na działanie grupy obrotów {\displaystyle SO_{3}.}

Kolejne wyniki są wnioskami z powyższego twierdzenia. Niech {\displaystyle I_{3}} będzie grupą izometrii przestrzeni {\displaystyle \mathbb {R} ^{3}.}
- Każda kula w {\displaystyle \mathbb {R} ^{3}} jest paradoksalna ze względu na działanie grupy {\displaystyle I_{3}.} Również sama przestrzeń {\displaystyle \mathbb {R} ^{3}} jest paradoksalna ze względu na działanie tej grupy.
- Jeśli {\displaystyle A,B\subseteq \mathbb {R} ^{3}} są zbiorami ograniczonymi o niepustych wnętrzach, to zbiory {\displaystyle A,} {\displaystyle B} są kawałkami {\displaystyle I_{3}}-równoważne.